# ويلبر ر. فرانكس
ويلبر ر. فرانكس هو مخترِع كندي، ولد في 4 مارس 1901، وتوفي في 4 يناير 1986.